# Jewgeni Stanislawowitsch Semenenko
Jewgeni Stanislawowitsch Semenenko (russisch Евгений Станиславович Семененко; englisch Evgeni beziehungsweise englisch Yevgeny Stanislavovich Semenenko; * 26. Juli 2003 in Sankt Petersburg) ist ein russischer Eiskunstläufer.

## Karriere
Semenenko trat bereits bei den Junioren in internationalen Wettkämpfen an. Beim Junioren Grand-Prix-Wettbewerb Cup of Austria 2017 in Salzburg erreichte er den sechsten Platz.
In der Saison 2020/21 hatte Semenenko beim Rostelecom Cup sein Debüt bei der ISU-Grand-Prix-Serie. Trotz Platz 11 bei den Russischen Meisterschaften wurde Semenenko wegen seines Sieges beim Cup-Finale für die Weltmeisterschaften 2021 in Stockholm nominiert. Dort erreichte er den achten Platz, wobei er hinter seinem Landsmann Michail Koljada der zweitbeste Europäer war. Bei der World Team Trophy 2021 war Semenenko Mitglied des russischen Teams. Bei 11 Teilnehmern im Einzellauf der Männer erreichte er Platz 7 im Kurzprogramm und Platz 5 in der Kür. Im Gesamtergebnis gewann er mit dem russischen Team eine Goldmedaille.
In der Saison 2021/22 gewann Semenenko mit Bronze bei Skate Canada 2021 seine erste Medaille bei einem Grand-Prix-Wettbewerb. Bei den Eiskunstlauf-Europameisterschaften 2022 erreichte er im Kurzprogramm den dritten Platz. Im Gesamtergebnis erreichte er den fünften Platz, nachdem er in der Kür einen Salchow nur doppelt statt vierfach sprang.

## Ergebnisse
| Meisterschaft / Saison    | 2021    | 2022    | 2023    | 2024    |
| ------------------------- | ------- | ------- | ------- | ------- |
| Olympische Winterspiele   |         | 8.      |         |         |
| Weltmeisterschaften       | 8.      |         |         |         |
| Europameisterschaften     |         | 5.      |         |         |
| Russische Meisterschaften | 11.     | 4.      | 1.      | 1.      |
| Wettbewerb / Saison       | 2020/21 | 2021/22 | 2022/23 | 2023/24 |
| GP Cup of Russia          | 6.      | 6.      |         |         |
| GP Skate Canada           |         | 3.      |         |         |
| Teamwettbewerb / Saison   | 2020/21 | 2021/22 | 2022/23 | 2023/24 |
| World Team Trophy         | 1.      |         |         |         |
| GP = Grand Prix           |         |         |         |         |